# Anti-folk
Anti-folk (soms antifolk of unfolk) is een experimenteel muziekgenre dat losjes wordt gedefinieerd, omdat de invulling sterk verschilt van artiest tot artiest. Anti-folk is vaak erg rauw en nuchter. De liedjes hebben veelal een humoristische en/of kritische ondertoon.